# La Reine de Saba (film, 1921)
Pour les articles homonymes, voir La Reine de Saba et Saba (homonymie).
Pour plus de détails, voir Fiche technique et Distribution.

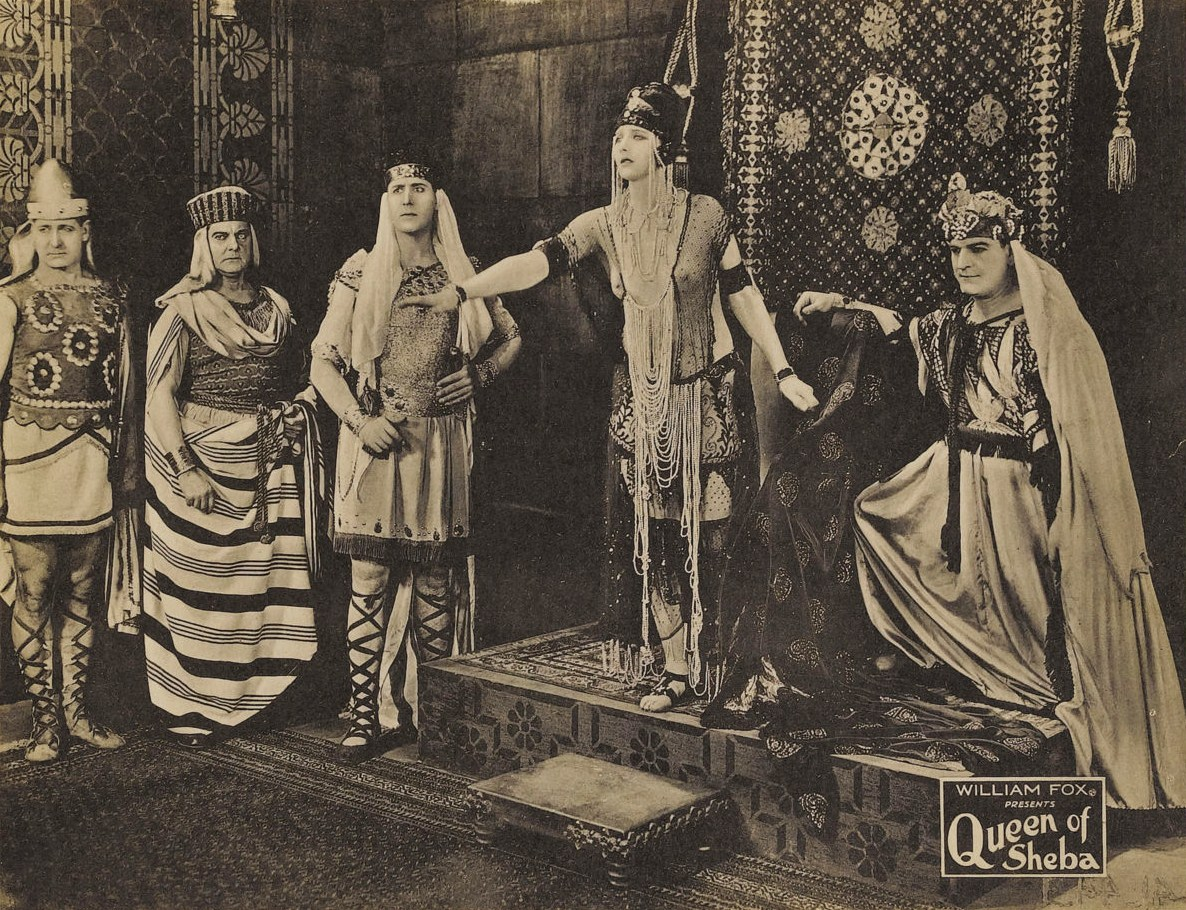
Betty Blythe dans une scène du film.

La Reine de Saba ou La Glorieuse Reine de Saba (Queen of Sheba) est un film muet américain réalisé par J. Gordon Edwards, sorti en 1921.
Il a été considéré comme perdu, toutefois seul un court fragment du film a survécu.

## Synopsis
Au Xe siècle av. J.-C., David transmet la couronne du royaume d'Israël à son fils Salomon et dans le même temps, Armud se proclame souverain du royaume de Saba voisin, épousant une jeune femme qui l'a séduit. Celle-ci le tue le jour de leurs noces et, devenue la reine de Saba, rend visite à Salomon, le séduisant à son tour. Le frère de ce dernier, Adonias, complote pour récupérer la couronne et espère utiliser la jalousie de la reine Amrath, épouse de Salomon.

## Récupération d'un fragment
Même s'il était considéré comme perdu, car un incendie en 1937, a détruit la plupart des négatifs et des tirages de films muets de Fox, en mai 2011, un fragment supposé de 17 secondes a été trouvé,,.

## Fiche technique
- Titre : La Reine de Saba
- Titre original : Queen of Sheba[5]
- Réalisation et scénario (d'après une histoire de Virginia Tracy) : J. Gordon Edwards
- Directeur de la photographie : John W. Boyle
- Costumes : Margaret Whistler
- Superviseur de la course de chars : Tom Mix
- Producteur : William Fox
- Société de production : Fox Film Corporation
- Pays de production : États-Unis
- Genre : Drame
- Noir et blanc - 90 minutes
- Date de sortie : 
  - États-Unis : 10 avril 1921

## Distribution
- Betty Blythe : La Reine de Saba
- Fritz Leiber : Le Roi Salomon
- Claire de Lorez : La Reine Amrath
- George Siegmann : Le Roi Armud de Saba
- Herbert Heyes : Tamaran
- Herschel Mayall : Menton
- G. Raymond Nye : Adonias
- George Nichols : Le Roi David
- Genevieve Blinn (en) : Bethsabée
- Pat Moore : Le fils de la reine de Saba
- Joan Gordon : Nomis, la sœur de la reine de Saba
- William Hardy : Olos
- Paul Cazeneuve : L'émissaire du Pharaon
- John Cosgrove : Le Roi de Tyre
- Nell Craig : La Princesse Vashti
- Al Fremont : Le capitaine de l'armée
- Earl Crain : Job